# Ichthyoxenus amurensis
Ichthyoxenus amurensis là một loài chân đều trong họ Cymothoidae. Loài này được Gerstfeldt miêu tả khoa học năm 1858.